# 工人舍
工人舍是日本一個筆記型電腦的生產和銷售商，由SOTEC創辦人大邊創一於2004年12月13日創辦，但兩者並沒有任何資金關連。工人舍的產品是由其主要股東之一——台灣的英業達集團代工設計與製造，於2005年開始銷售，並於2006年11月憑SA系列小型筆記型電腦嶄露頭角。現時除了日本本土業務外，工人舍在韓國、大中華地區和東南亞均有業務。
2007年BCN進行的市場調查顯示，工人舍在日本11吋以下屏幕的筆記型電腦市場佔有率為市場最高。
值得一提的是，SOTEC的前身也是一家名為工人舍的公司。但是因為大邊創一離開SOTEC前已與新管理層就新公司的名稱和商標達成協議，所以並無法律上的爭議。
2010年7月1日日本工人舍株式會社更名為英業達開發日本（Inventec Development Japan Corporation）
董事會決議日本子公司將不再銷售KOHJINSHA品牌，通路產品將全數換以ONKYO品牌銷售。

## 股東
- 英業達.54.58%
- ONKYO.30%

## 產品系列

### 標準筆記型電腦

#### APERA系列
APERA（アペラ）系列是工人舍的第一代標準筆記型電腦，於2005年12月發表。APERA系列有三種型號：
- APERA SS：12.1吋標準屏幕單軸筆記型電腦
- APERA SW：14吋闊屏幕筆記型電腦
- APERA MW：12.1吋闊屏幕筆記型電腦

#### KOHJINSHA EW系列
EW系列是工人舍第二代標準筆記型電腦，於2006年11月發表。EW系列是一台15.4吋闊屏幕雙軸筆記型電腦，最大特色是價格低廉，最便宜的型號只售8萬日圓。EW系列採用AMD Sempron處理器和VIAK8N890晶片組，系統則採用Windows XP（早期型號）或Windows Vista（後期型號）。電池續航力只有1小時。

### 小型筆記型電腦

#### KOHJINSHA SA系列

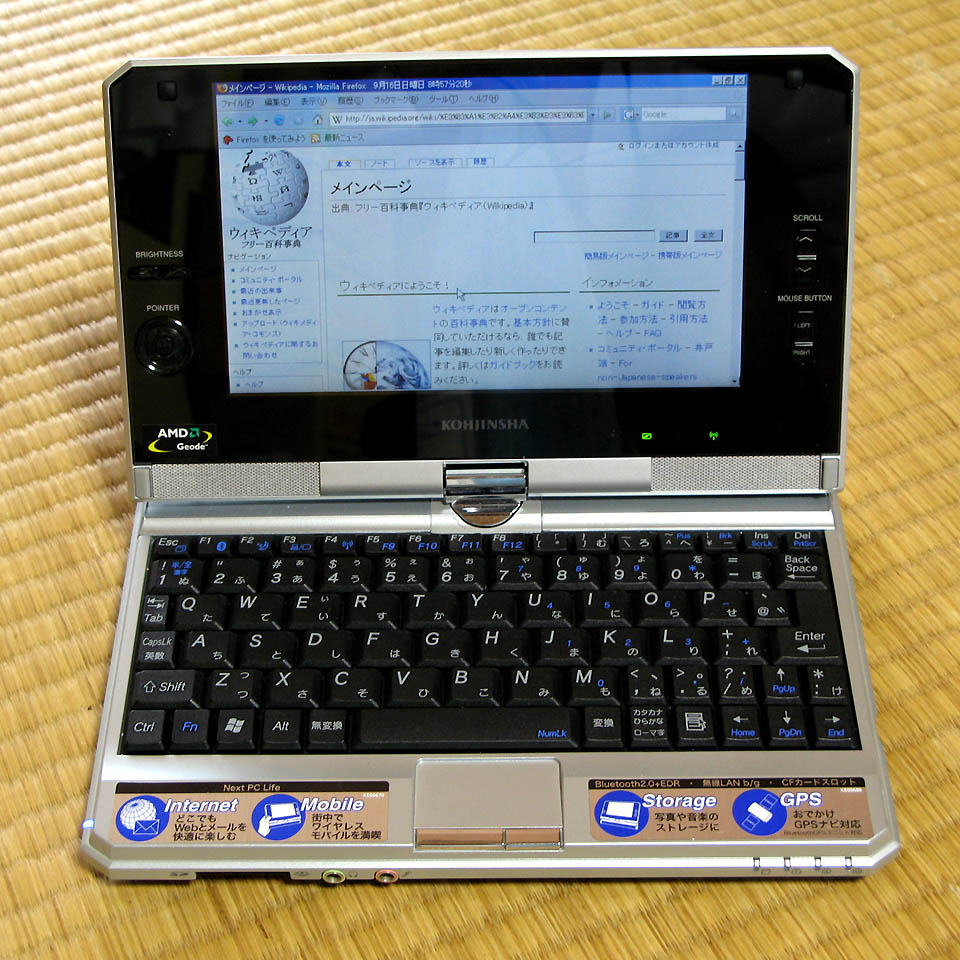
KOHJINSHA SA1F00A

SA系列是工人舍第一種小型筆記型電腦，於2006年11月發表。初期最便宜的型號只賣9萬日圓。SA系列初期搭載7吋LCD屏幕，後期換上輕觸式屏幕。處理器採用採用AMD Geode LX800。SA系列使用的電池和以後的SH、SR和SX系列相容，而充電器則只和SH和SR系列相容。

#### KOHJINSHA SH系列

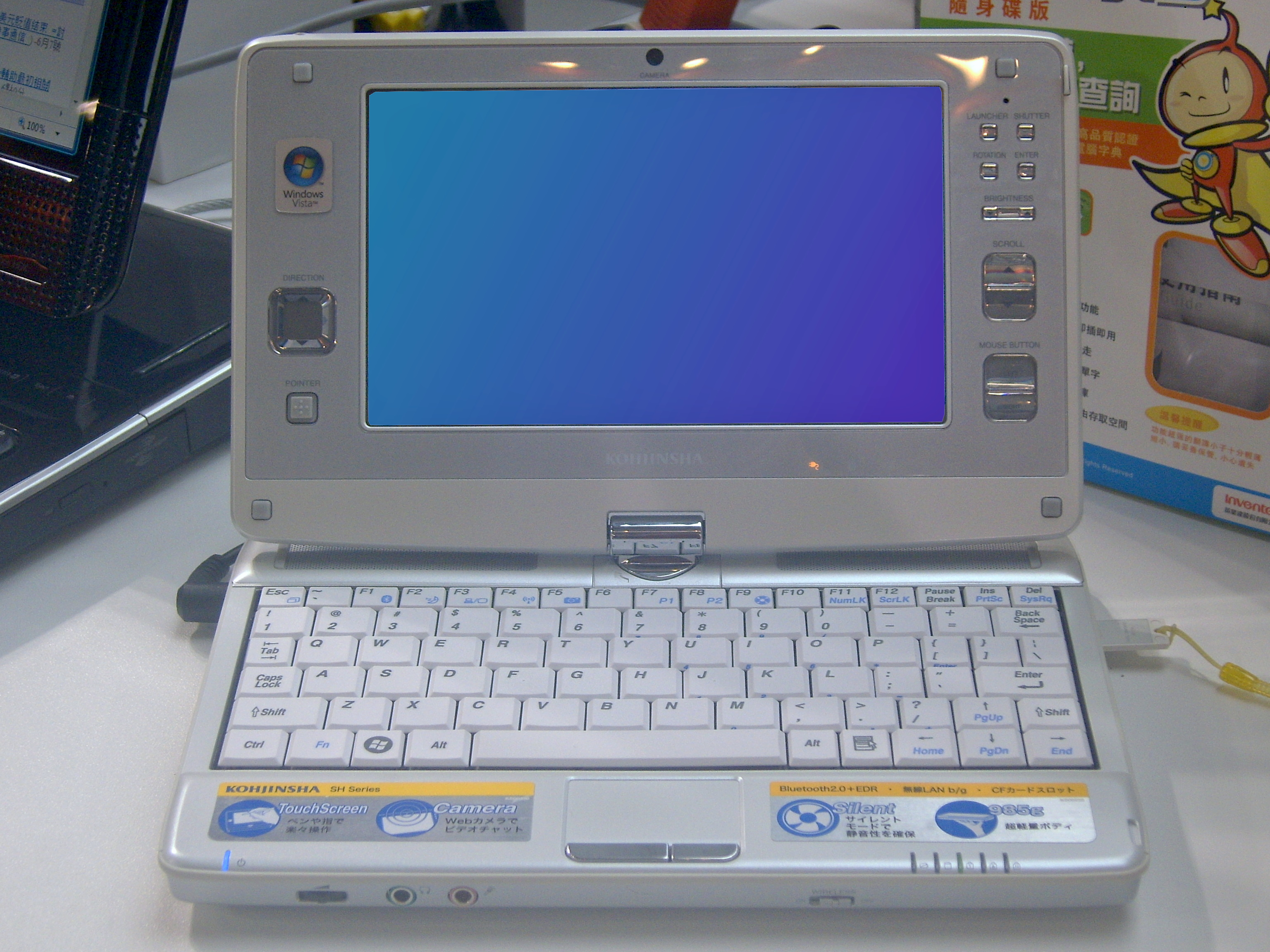
KOHJINSHA SH8WP12

SH系列是工人舍第二種小型筆記型電腦，於2007年6月發表。外觀、設計和重量跟SA系列相同，但配備則在SA系列後期型號的基礎上，參考超級移動電腦的標準再作強化。SH系列採用Intel A100處理器，晶片組採用Intel 945GU Express，另配備數碼照相機和One-seg高清訊號天線。

#### KOHJINSHA SR系列
SR系列是工人舍第三種小型筆記型電腦，於2008年1月發表。SR系列在SH系列的基礎上，增加了DVD-Multi 光碟燒錄器。2008年6月將搭配系統從Windows Vista更改為Windows XP Tablet Edition。

#### KOHJINSHA SC系列

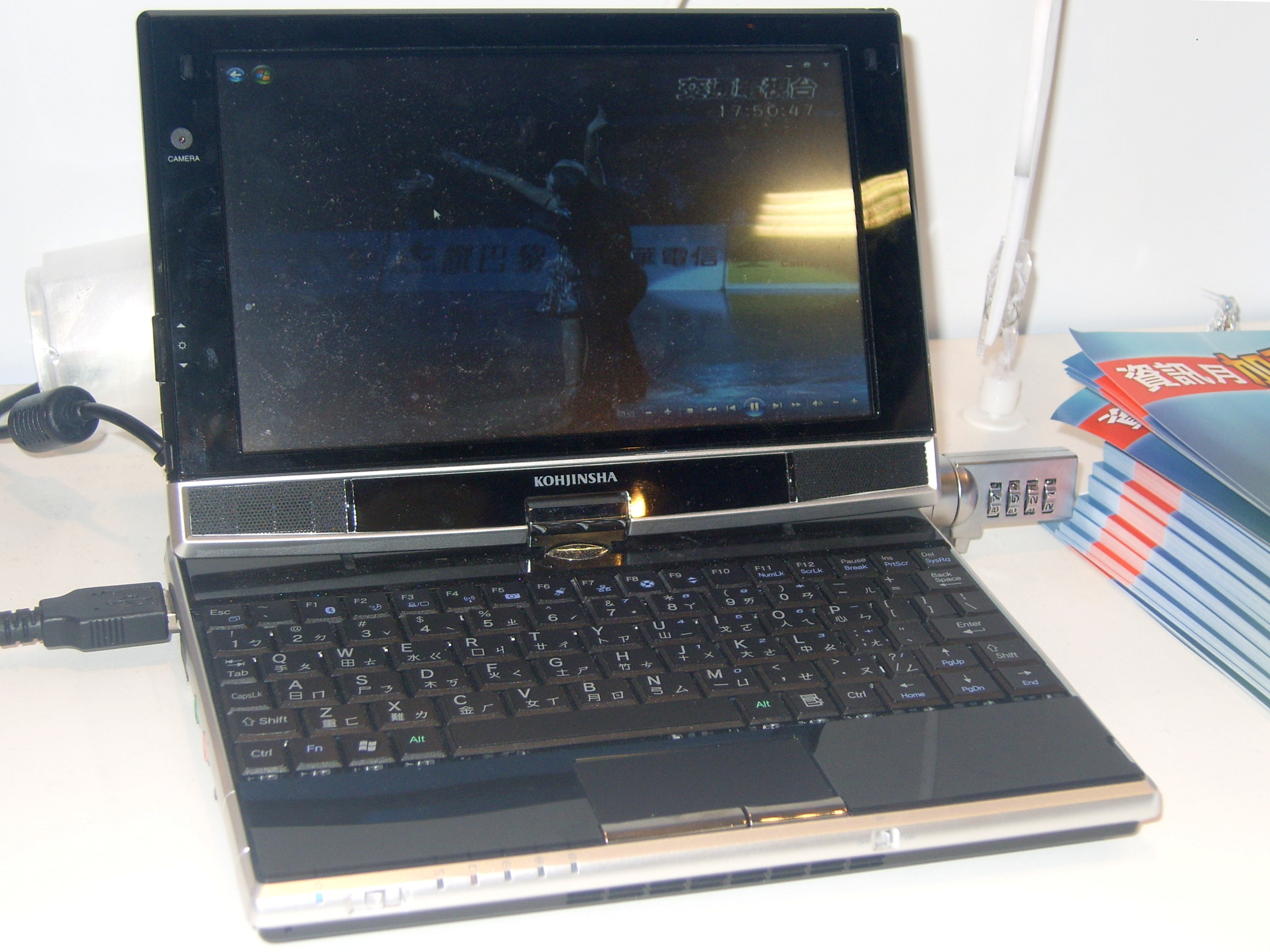
KOHJINSHA SC

SC系列是工人舍第四種小型筆記型電腦，於2008年6月和SX系列發表，2008年7月11日開售。2008年12月將搭配系統從Windows Vista Business換成Windows XP Home。2008年11月獲頒SOHO AWARDS 2008評選委員奬。
SC系列是全球第一種採用Intel Atom（Z520）處理器的筆記型電腦，觸控面板採用7吋闊屏幕（1024x600），另外還有數碼照相機和One-seg高清訊號天線。配備方面可選購GPS和藍芽，是工人舍首個提供選配GPS選項的筆記本電腦。SC系列採用新設計的電池，和原有系列並不相容，但充電器則與同時發表的SX系列相容。

#### KOHJINSHA SX系列

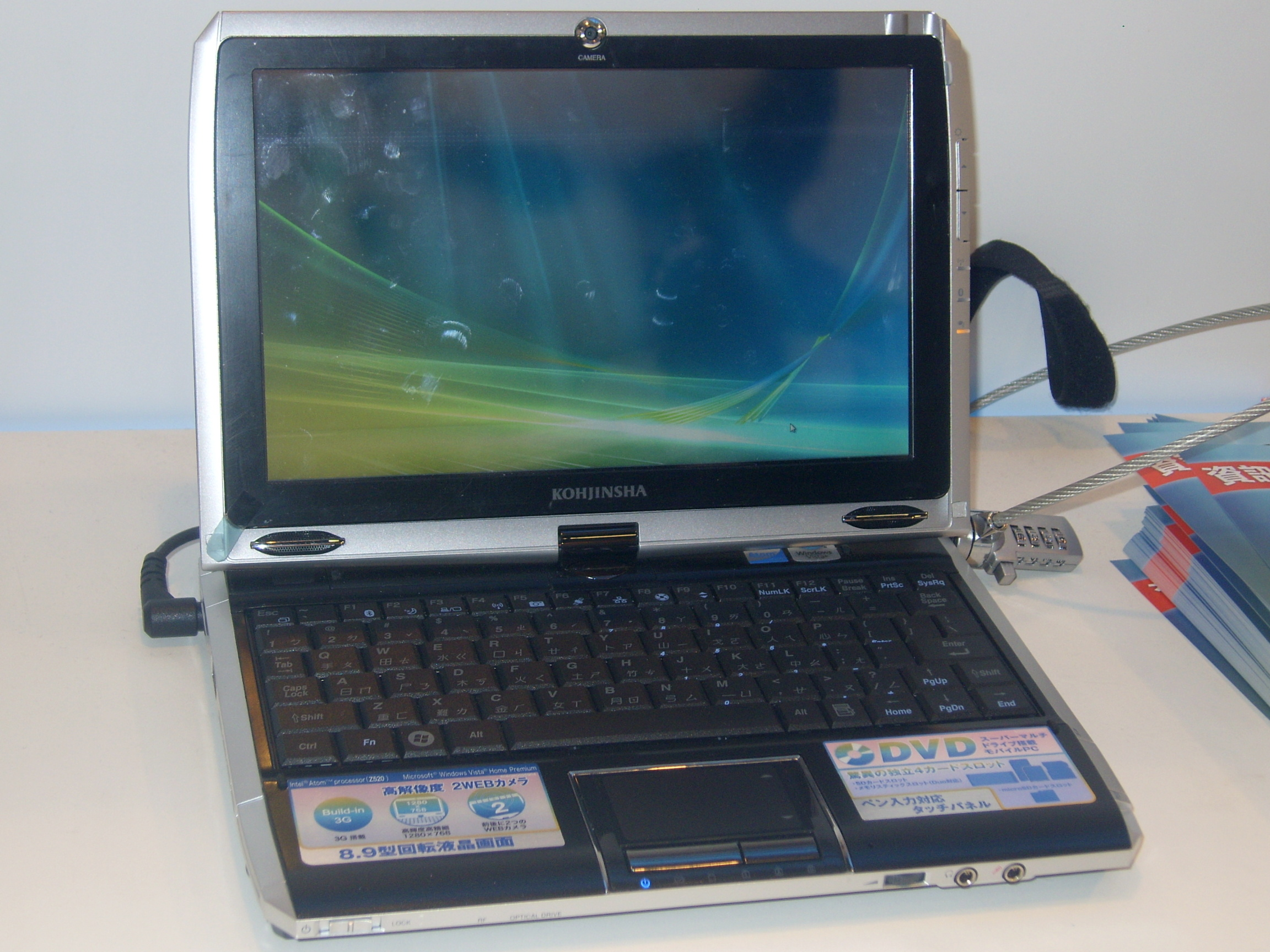
KOHJINSHA SX

SX系列是工人舍第五種小型筆記型電腦，於2008年6月和SC系列發表，原定與SC系列同時開售，但最終於9月開售。2008年12月將搭配系統從Windows Vista Business換成Windows XP Home。
SX系列和SC系列配備相若，不同的是觸控屏幕採用尺寸較大的8.9吋闊屏幕（1280x768）和增設DVD-Multi 光碟燒錄器和藍芽（但不設GPS選項）。另外，還裝備了兩台數碼照相機，屏幕上方為30萬像素數碼照相機，面蓋上為200萬像素數碼照相機。SX系列的電池與SA、SH和SR系列相容，但充電器則與SC系列相容。

#### KOHJINSHA ML系列
ML系列是工人舍第六種小型筆記型電腦，於2008年12月發表。ML系列採Netbook配備，處理器為Intel Atom N270，屏幕為8.9吋LCD闊屏幕（1024x600）。電池則採用SC系列的大型電池為標準配備。

## 外部連結
- （日語）